# Pombo-malhado
O pombo-malhado (nome científico: Columba guinea) é uma espécie de ave da família Columbidae.
A ave se reproduz em grande parte da África ao sul do Saara. É uma espécie comum e generalizada em habitats abertos, embora haja lacunas consideráveis em sua distribuição.